# Molí de Pals
El Molí de Pals, també anomenat Molí Gros, Castell de Sant Miquel o Mas Tafurer, és un edifici de Pals (Baix Empordà), inclòs a l'Inventari del Patrimoni Arquitectònic de Catalunya. Es troba al km 343 de la carretera de Pals a Torroella de Montgrí, connectat a 100 m per un camí de terra. Envoltat de camps d'arròs, dista tan sols 3 km de la vila de Pals.

## Història
El 6 de setembre de 1321, els síndics de Pals es comprometen a pagar al rei 500 sous anuals per fer enderrocar un antic molí. El molí de blat de Pals ja funcionava l'any 1332. Miquel Pere de la nissaga de Girona i propietari del molí gros de Pals, va ser el protonotari del rei Ferran el Catòlic i més membres de la seva família, i ocupar càrrecs de màxima confiança al costat del Rei. Més tard l'any 1452 el batlle del Reial Patrimoni de Catalunya amb el consentiment de la reina Maria, dona d'Alfons el Magnànim dona llicència a Miquel Pere, que ja tenia un molí de blat, per construir un d'arrosser i fer un canal del riu Ter al molí i un altre del molí fins al mar podent reforçar la seva sortida al mar perquè la sorra no tapés el seu curs i els vaixells poder-hi entrar i sortir sense dificultat. En el llibre de notes del jurista gironí Pere, administrador de la reina Joana d'Aragó (Joana Enríquez, mare de Ferran el Catòlic i sra. Del Castell de Pals), apareixen les referències de les execucions de la ciutat de Girona.
Durant la guerra civil catalana (1462-72) el cavaller Miquel Pere, senyor Del molí gros de Pals lluità sempre al costat de Joan II d'Aragó. Apareix el 15 d'abril de 1468 com a capità del Castell d'Empúries al costat d'altres capitans com mossèn Martí Guerau de Cruïlles i mossèn Pere Torroella, descendent de cavallers nobles de la vila de Pals i copropietari de la nau Santa Maria, els quals després d'estar assetjats durant dos mesos es rendiren.
El 15 de novembre del 1467 el comte de Vademont prohibeix el cultiu de l'arròs a tota la comarca de l'Empordà per creure que les aigües estancades perjudicaven la salut pública. Per la seva posició durant la guerra al costat de Joan II, al Miquel Pere li foren confiscades les terres i molins de Pals, i el conestable Pere de Portugal en recompensa les donà a Ferran Álvarez. En acabar la guerra, sent finalment guanyador Joan II, a Miquel Pere del bàndol reialista se li van retornar totes les seves possessions, terres, cases i molins.

## Actualitat
El 1987, la família Parals va adquirir la finca amb l'única finalitat de produir arròs, per aquest motiu, hi ha molta part de l'edifici que no es fa servir i ha quedat oblidat.